# Bonaventure Vigo
Bonaventure Vigo  (1836-1886) fut maire de Saillagouse de 1870 à 1871 puis de 1878 à 1884. En 1878, il fut également élu conseiller de l'arrondissement de Prades. En 1882, il fut nommé viguier d'Andorre.

## Biographie
Il est le fils de Bonaventure Vigo Grau (1793-1864), maire de la Latour-de-Carol de 1819 à 1831, et le frère de Laurent Vigo (1825-1902), maire de Latour-de-Carol de 1858 à 1870.
En 1882, alors qu'il est dans une situation financière difficile, Bonaventure Vigo accepte le poste de viguier d'Andorre. Par la suite, l'incompétence de divers représentants du gouvernement français en Andorre fait qu'il est injustement accusé de l'échec de sa mission et destitué en 1886. Rentré chez lui à Saillagouse, il se suicide par arme à feu,.
Il est le grand-père du militant anarchiste Eugène Bonaventure Vigo, plus connu sous le pseudonyme de Miguel Almereyda. Il est aussi l'arrière-grand-père du cinéaste Jean Vigo.